# Famiglia Cristiana
Famiglia Cristiana è un settimanale di ispirazione cattolica, fondato ad Alba nel dicembre 1931 dal beato Giacomo Alberione, il quale sosteneva che la "nuova frontiera" dell'evangelizzazione fossero proprio i mezzi di comunicazione.
(Giacomo Alberione)

## Storia

### Dalla fondazione alla seconda guerra mondiale
Originariamente, il settimanale si chiamava La Famiglia Cristiana ed era dedicato alle madri e alle ragazze, offrendo loro indicazioni su come vivere la fede all'interno dell'ambito familiare. La censura fascista, infatti, era molto rigida e non permise la nascita di un organo d'informazione indipendente cattolico.
Dopo il "lancio" da parte del beato Alberione, la rivista fu affidata a due direttori: il sacerdote Matteo Bernardo Borgogno e suor Evelina Capra, ad oggi l'unica donna ad averla co-diretta (anche se per brevissimo tempo). Ma il direttore che, dal 1932, diede il contributo più importante fu don Pietro Occelli, che stampò la copertina a colori e soprattutto trasformò la rivista da semplice settimanale religioso a "strumento di informazione al servizio di tutte le famiglie".
Il settimanale si diffuse velocemente fra il popolo, soprattutto nelle realtà rurali del Nord, grazie alla distribuzione che veniva effettuata dai giovani volontari nelle famiglie e l'accettazione, per l'acquisto, anche di beni in baratto.
Durante il periodo della Repubblica Sociale Italiana (settembre 1943 - aprile 1945), Famiglia Cristiana fu uno dei pochi settimanali che riuscirono a proseguire le pubblicazioni.

### Dalla seconda guerra mondiale alle dimissioni di don Zega
Dopo la seconda guerra mondiale, Famiglia Cristiana modificò totalmente il suo stile e divenne un organo d'informazione culturale, politico e sociale, punto di confronto fra i cattolici italiani e tribuna delle idee cattoliche nei confronti della società italiana. Famiglia Cristiana rafforzò in seguito il proprio ruolo, sostituendo negli anni persino Avvenire, il quotidiano dei vescovi italiani.
Sotto la direzione di Giuseppe Zilli, Famiglia Cristiana toccò per la prima volta, all'inizio degli anni sessanta, il milione di copie stampate. In questo periodo la redazione si trasferì da Alba al centro di Milano.
Nel 1971, per uno speciale sui propri quarant'anni, la rivista venne diffusa con una tiratura di due milioni di copie.
Quando fu rinvenuto il Piano di rinascita democratica della loggia massonica P2, si apprese che Famiglia Cristiana era menzionato come uno dei periodici italiani che avrebbe dovuto essere assoggettato al controllo della Massoneria.
Nel 1997 il cardinale Camillo Ruini, presidente della CEI, criticò la linea editoriale delle riviste paoline, tra cui Famiglia Cristiana, per la loro "estrema spregiudicatezza" nei temi morali e religiosi. Al centro delle critiche dei vescovi c'erano alcuni interventi sull'educazione sessuale. L'allora direttore, Leonardo Zega, si difese ricordando che Famiglia Cristiana non aveva mai sostenuto eresie e che era perfettamente in linea con il magistero della Chiesa.
La Santa Sede decise di "commissariare" i Paolini con la nomina del vescovo Antonio Buoncristiani a delegato pontificio della Famiglia Religiosa, fino all'elezione del nuovo superiore generale. Leonardo Zega si dimise, incassando però la solidarietà di buona parte della redazione; al suo posto venne nominato il teologo Franco Pierini, che resse la direzione provvisoriamente per un anno.

### Dalle dimissioni di don Zega ad oggi
Nel 1999 ritorna la pace fra Paolini e Vaticano e alla direzione di Famiglia Cristiana, arriva Antonio Sciortino, noto collaboratore di Zega.
Con l'arrivo di Sciortino, gli interventi critici del settimanale sui cambiamenti della società e della politica divennero molto più frequenti e duri. Il primo a segnare grande scalpore fu l'attacco a Per tutta la vita, all'epoca popolare trasmissione sul matrimonio della RAI, che Famiglia Cristiana criticò sia per il tono "troppo leggero con cui affrontava il delicato momento delle nozze", sia per il fatto che fosse condotta da due divorziati, ovvero Fabrizio Frizzi e Romina Power.
Negli anni duemila Famiglia Cristiana espresse posizioni molto critiche nei confronti del governo Berlusconi che gli procurarono dal Presidente del Consiglio l'accusa di essere una rivista "filo-sinistra".
Fra le critiche di Famiglia Cristiana alla linea della destra politica in Italia si ricordano:
- una serie di articoli dell'ex magistrato Adriano Sansa sulle leggi ad personam;
- le critiche alla riforma della scuola proposta da Letizia Moratti;
- le critiche alla legge Bossi-Fini sull'immigrazione;
- le critiche sulla gravità del precariato permanente nel Paese;
- le critiche sull'editto bulgaro;
- il dissenso sull'invio di militari italiani in Iraq.

Il culmine dello scontro con la Casa delle Libertà si toccò con un'inchiesta, tenuta in collaborazione con il TG3, sull'ingerenza della mafia nella costruzione del ponte sullo Stretto di Messina.
L'inchiesta fu duramente contestata dall'allora ministro Pietro Lunardi. Successivamente, durante la campagna elettorale del 2006, Berlusconi rifiutò di farsi intervistare da Famiglia Cristiana. La redazione pubblicò allora una foto di Silvio Berlusconi con le domande che avrebbe ritenuto dovessero essere rivolte al Cavaliere in un'intervista, senza però ovviamente le relative risposte.
Famiglia Cristiana non fu tenera neppure con il nuovo governo di Romano Prodi: sotto accusa finirono l'alto numero di ministri e sottosegretari, il disegno di legge sui DICO, la mancanza di politiche a favore della famiglia.
A partire dalle nuove elezioni del 2008 vennero pubblicati una serie di editoriali che colpirono tutti i principali partiti politici:
- al PdL venne imputata la gestione "monarchica" di Berlusconi e la totale "anarchia dei valori";
- al PD la confusione ideologica che avrebbe avuto al suo interno e l'alleanza con i radicali;
- critiche furono riservate persino alla cattolica UdC, che venne definito "partito senza coraggio" per aver candidato Totò Cuffaro, malgrado fosse stato condannato per i suoi rapporti con la mafia[7].

Questi editoriali suscitarono molto scalpore e furono ripresi da tutte le maggiori testate giornalistiche italiane.
Con il ritorno al governo di Berlusconi, Famiglia Cristiana fu fra le voci più critiche sui primi contestati provvedimenti del governo, fra i quali il lodo Alfano, la riforma delle intercettazioni telefoniche e soprattutto le politiche sui rom previste dal ministro Roberto Maroni, il quale decise di sporgere querela dopo l'accusa di essere razzista. Il culmine raggiunse con l'accusa al governo di preparare un "ritorno al fascismo" e di non pensare realmente ai problemi degli italiani. Commentando gli attacchi al governo, il portavoce della Santa Sede Federico Lombardi dichiarò che la "posizione di Famiglia Cristiana non è la posizione del Vaticano", facendo temere un nuovo scontro fra i Paolini e i vertici della Chiesa cattolica, scontro scongiurato dopo alcuni interventi pubblici in difesa del giornale da parte dei cardinali Carlo Maria Martini e Giovanni Battista Re.
Una nuova presa di posizione molto dura contro il governo uscì dopo gli scandali riguardanti la vita privata di Berlusconi, con le sue frequentazioni di prostitute e giovani donne. Il settimanale, rispondendo alle perplessità dei lettori, attaccò duramente il Cavaliere, sostenendo che un presidente del Consiglio debba dare il buon esempio e che non bastano i voti ricevuti per giustificare qualsiasi cosa.
Nell'agosto del 2010, durante la crisi di governo e gli scontri fra Berlusconi e Fini, Famiglia Cristiana tornò a criticare aspramente il PdL: l'articolo più duro uscì il 24 agosto, con l'accusa a Berlusconi di non rispettare di fatto la Costituzione e di promuovere la distruzione mediatica di chi non la pensasse come lui. Dopo l'articolo, critiche al settimanale arrivarono dalla maggioranza e dai giornali ad essa vicini.

## Lo stile
Famiglia Cristiana si è imposta nell'informazione nazionale, al punto da raggiungere e in più occasioni superare il milione e mezzo di copie.
In politica, Famiglia Cristiana tenta di mantenersi indipendente ed equidistante dai due schieramenti, alle volte sostenendo il punto di vista dei cattolici su certi argomenti (sostegno al Family Day e alla campagna per l'astensione nel referendum sulla fecondazione del 2005).
Nella società, una caratteristica di Famiglia Cristiana è il risalto dato alle attività di associazioni, personalità e movimenti cattolici.

## Rubriche e collaborazioni
La rubrica più nota è "Colloqui col Padre", in cui i vari lettori inviano le loro lettere ad un sacerdote (ordinariamente è il direttore di Famiglia Cristiana, attualmente don Stefano Stimamiglio), sui temi di attualità e di costume, per esprimere le proprie opinioni su alcuni articoli inseriti nella rivista, ma soprattutto sulle questioni che riguardano la fede cristiana, il suo ruolo nella vita e nei momenti di maggiore difficoltà, il parere della Chiesa su questioni di attualità.
Rubriche conosciute sono anche "Il teologo", dedicata alle interpretazioni bibliche, a cui ha collaborato anche l'allora cardinale Ratzinger, in seguito Papa Benedetto XVI, e "Arrivederci", la rubrica finale, che toccava temi solitamente ignorati dai media, ideata nella metà degli anni novanta dalla scrittrice Susanna Tamaro e guidata poi da Franca Zambonini, giornalista storica di FC.
Dal 1970 al 1991 ebbe grande successo la rubrica "Cosa farò domani", dedicata all'orientamento scolastico e professionale. La giornalista che la curava, Giacomina Lapenna, arrivò a ricevere fino a 6.000 lettere a settimana, con richieste di informazioni.
Storico appuntamento per i lettori è "I fatti del giorno" in cui si riportano notizie di solito divertenti. Un esempio dal n. 21 del 25 maggio 2008 (Anno LXXVIII):
(Dall'articolo Tai chi per le mucche)
Al settimanale hanno collaborato anche personalità illustri come Mario Rigoni Stern, Eugenio Corti, Vittorino Andreoli, Adriano Sansa, Claudio Marazzini, don Antonio Mazzi, Pier Gildo Bianchi, Gianfranco Ravasi, Antonino Zichichi, Daniele Piccini, Gigi Vesigna, Fortunato Pasqualino, Suor Germana, Bort, Massimo Bernardini  e Licia Colò.

## Aspetti controversi

### Critiche dal mondo cattolico
Alcune prese di posizione di Famiglia Cristiana sono state aspramente criticate da associazioni ed esponenti del mondo cattolico, che in alcuni blog hanno addirittura auspicato l'intervento del Vaticano contro il settimanale. È stata spesso nominata come "Fanghiglia cristiana" in senso dispregiativo. Sono state anche lanciate campagne di boicottaggio contro il settimanale.
- L'aver dedicato una copertina al vincitore del Festival di Sanremo 2007, Simone Cristicchi, con il brano Ti regalerò una rosa, è stata considerata una mancanza di coerenza da parte della rivista. Cristicchi infatti è stato autore anche di altri brani molto critici nei confronti della Chiesa cattolica, come Prete, nel quale attribuirebbe al clero cattolico l'alimentare la più grande bugia della storia[14][15][16].
L'allora direttore, don Antonio Sciortino, replicò che la canzone vincitrice di Sanremo, indipendentemente dalle idee di Cristicchi, affrontava un tema sociale, quello dei manicomi e delle condizioni dei malati psichiatrici, molto importante e che fosse rilevante che una canzone di questo genere avesse vinto il Festival.[17][18]

- Altre copertine "critiche" citate sono state quelle dedicate a personaggi divorziati o conviventi more uxorio, come Michelle Hunziker o Fabrizio Frizzi.[senza fonte]
In tal caso, Sciortino, citando l'evangelica «Chi è senza peccato scagli la prima pietra», ha ricordato che ignorare o declassare una persona solo per la sua vita privata non è Cristianesimo, ma semplicemente bigottismo.[senza fonte]

Nel 2005 fece scalpore la pubblicazione di una pubblicità dove si vedeva una donna nuda di spalle. Molti lettori protestarono e l'allora direttore, don Sciortino, accogliendo le loro critiche, si scusò con loro.
Nel corso del 2010, durante gli scontri fra il governo Berlusconi e Famiglia Cristiana, più volte esponenti di peso del Vaticano, come il portavoce ufficiale Federico Lombardi o monsignor Rino Fisichella, vollero ribadire che la posizione del settimanale non era la posizione ufficiale della Santa Sede.

### Critiche dal mondo politico
Negli anni le posizioni critiche di Famiglia Cristiana nei confronti delle scelte dei vari governi hanno suscitato aspre reazioni.
Dopo che Famiglia Cristiana aveva criticato gli esponenti cattolici dell'ultimo governo Berlusconi che non si erano opposti alle misure sui rom decise da Maroni, l'ex ministro Carlo Giovanardi dichiarò che "Famiglia Cristiana farebbe bene a cambiare titolo perché non c'è una sola parola cristiana". La replica del settimanale arrivò puntuale, sottolineando dal suo punto di vista l'improbabilità di un paragone tra lo stesso Giovanardi e alcuni politici cattolici del passato come Alcide De Gasperi o Giuseppe Dossetti, nella rubrica tenuta da Beppe Del Colle.
Alcuni editoriali di FC, che sostenevano che i politici che si dichiaravano cattolici dovevano avere anche uno stile di vita cattolico, hanno provocato dure proteste.

### Sovvenzioni statali
Nel 2021 Famiglia Cristiana ha ricevuto sovvenzioni per circa 6 milioni di euro.

## Tiratura
Secondo i dati ufficiali dell'ADS le "vendite" medie - escluse quindi resi e copie omaggio - sono state 639 409 nel 2005, 518 702, nel 2007, 504 818 nel 2009 e 494 598 nell'aprile 2010.

## Direttori di Famiglia Cristiana
- Don Giacomo Alberione - dal 1931 al 1932
- Don Matteo Bernardo Borgogno e Suor Evelina Capra - dal 1932 al 1933
- Don Luigi Pietro Occelli - dal 1933 al 1934
- Don Pierino Marazza - dal 1934 al 1937
- Don Luigi Zanoni - dal 1937 al 1954
- Don Giuseppe Zilli - dal 1954 al 1980
- Don Leonardo Zega - dal 1980 al 1998
- Don Franco Pierini - dal 1998 al 1999
- Don Antonio Sciortino - dal 1999 al novembre 2016
- Don Antonio Rizzolo - dal dicembre 2016 al marzo 2022
- Don Stefano Stimamiglio - da marzo 2022